# John Haden Badley
John Haden Badley (* 21. Februar 1865 in Dudley; † 6. März 1967 in Steep bei Petersfield) war ein englischer Reformpädagoge.
Mit 15 Jahren ging er in das Internat von Rugby, wo er offenbar negative Erfahrungen machte. Als Student im Trinity College (Cambridge) gewann er eine Hochschätzung für Musik und Theater. Mit Edmund Garrett unterstützte er die Frauenbewegung. Er heiratete dessen Schwester Amy. Beide wollten eine Schule nach familiären Regeln gründen, um individuelle Begabung und soziales Handeln zugleich auszubilden. Er wurde lebenslang Sozialist, der den Idealen von William Morris anhing.
Er war einige Jahre als Lehrer in dem Landerziehungsheim Abbotsholme tätig und gründete 1893 das bis heute bestehende Landerziehungsheim Bedales im Dorf Steep nahe Petersfield (Hampshire). Cecil Reddie (Abbotsholme) war nicht erfreut über die konkurrierende Gründung von Bedales. Pädagogische Schwerpunkte in Bedales waren die Koedukation (seit 1898), eine freiere Sexualerziehung, die musische Bildung sowie die Gestaltung der laboratory method.
In den späteren Lebensjahren schrieb er religiöse Bücher.

## Schriften
- Bedales. A Pioneer School. London 1923